# Aurora (Oregon)
Aurora az Amerikai Egyesült Államok északnyugati részén, Oregon állam Marion megyéjében elhelyezkedő város, a salemi statisztikai körzet része. A 2020. évi népszámlálási adatok alapján 1133 lakosa van.
Várossá válása előtt a William Keil és John E. Schmit által alapított Aurora vallási kommuna székhelye volt; nevét Keil lányáról kapta.

## Éghajlat
A város éghajlata mediterrán (a Köppen-skála szerint Csb).

## Népesség
A 2010-es népszámláláskor a városnak 918 lakója, 336 háztartása és 256 családja volt. A népsűrűség 740,3 fő/km2. A lakóegységek száma 349, sűrűségük 281,5 db/km2. A lakosok 89,7%-a fehér, 0,5%-a afroamerikai, 0,9%-a indián, 0,3%-a ázsiai,  6,3%-a egyéb, 2,3%-a pedig kettő vagy több etnikumú. A spanyol vagy latino származásúak aránya 10,9% (   )
A háztartások 37,5%-ában élt 18 évnél fiatalabb. 64% házas, 7,4% egyedülálló nő, 4,8% egyedülálló férfi, 23,8% pedig nem család. 18,5% egyedül élt; 6,6%-uk 65 éves vagy idősebb. Egy háztartásban átlagosan 2,73 személy élt; a családok átlagmérete 3,12 fő.
A medián életkor 39,6 év volt. A város lakóinak 27,8%-a 18 évesnél fiatalabb, 5,2% 18 és 24 év közötti, 24,5%-uk 25 és 44 év közötti, 31,8%-uk 45 és 64 év közötti, 10,8%-uk pedig 65 éves vagy idősebb. A lakosok 51,6%-a férfi, 48,4%-a pedig nő.

## Gazdaság
A városban van a Columbia Helicopters légijármű-javító vállalat székhelye.

## Oktatás
A város iskoláinak fenntartója a North Marion Tankerület.

## Légi közlekedés
Az Aurorai városi repülőtér 1,6 kilométerre fekszik.

## Fordítás
- Ez a szócikk részben vagy egészben  az   Aurora, Oregon című angol Wikipédia-szócikk ezen változatának fordításán alapul.  Az eredeti cikk szerkesztőit annak laptörténete sorolja fel. Ez a jelzés csupán a megfogalmazás eredetét és a szerzői jogokat jelzi, nem szolgál a cikkben szereplő információk forrásmegjelöléseként.